# 东佳镇
东佳镇，是中华人民共和国四川省自贡市荣县下辖的一个乡镇级行政单位。2019年9月撤销金花乡，将其所属行政区域划归东佳镇管辖，东佳镇人民政府驻关岳街63号。

## 行政区划
东佳镇下辖以下地区：
东佳场社区、肖公庙村、高庙子村、赵家桥村、炮房村、龙王殿村、石庄村、兰家村和顺河村。